# Cupaniopsis guillauminii
Cupaniopsis guillauminii là một loài thực vật có hoa trong họ Bồ hòn. Loài này được (Kaneh.) Adema mô tả khoa học đầu tiên năm 1991.